# Andreas Rieke

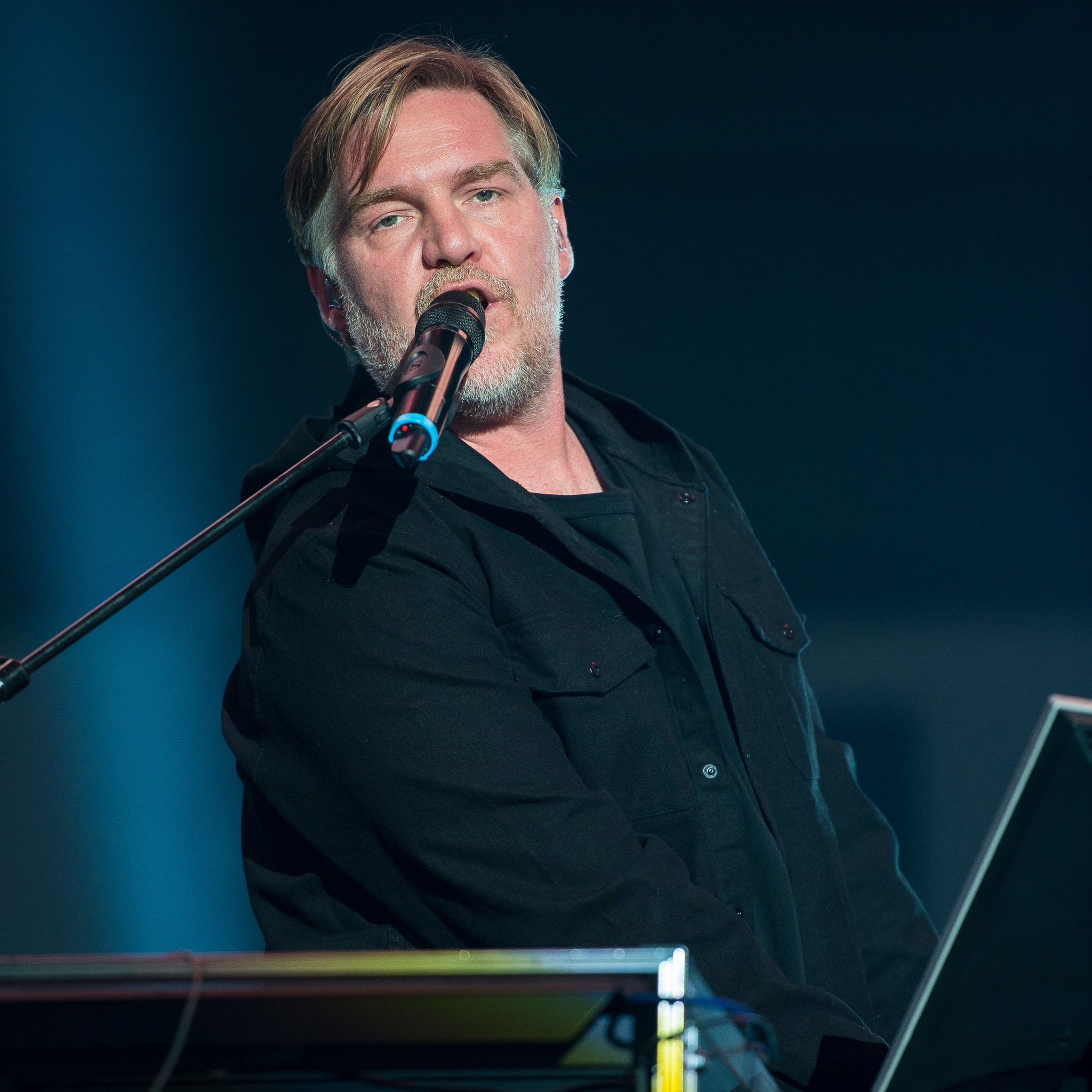
And.Ypsilon auf der Rekord-Tour 2015

Andreas Rieke (* 17. November 1967 in Stuttgart), besser bekannt unter dem Pseudonym And.Y oder And.Ypsilon (sprich Andi Ypsilon) ist Mitglied der Musikgruppe Die Fantastischen Vier. Er ist Produzent und DJ, sowohl für seine Band als auch für andere Künstler.

## Leben und Wirken
Nach dem Abitur am Immanuel-Kant-Gymnasium Leinfelden-Echterdingen begann er ein Studium der Technischen Informatik an der FH Esslingen. Nach fünf Semestern brach er es aber wegen seiner Musikkarriere ab.
Andreas Rieke ist neben der Arbeit mit den Fantastischen Vier auch als Produzent für andere Künstler tätig. Er produzierte auch das zweite Soloalbum von Thomas D. Lektionen in Demut zusammen mit Ralf Goldkind. 2003 veröffentlichte er das Album Y-Files mit elektronischer Musik. Aus dem Album wurde die Single Test Tube Baby ausgekoppelt. Des Weiteren ist Rieke seit 2008 Dozent an der Hochschule für Musik und Darstellende Kunst Stuttgart, wo er das Fach Producing unterrichtet.
Rieke war drei Jahre lang verheiratet, ist geschieden und lebt in Stuttgart, wo er ein Tonstudio betreibt.
Andreas Rieke synchronisierte den Pinguin Rico in der deutschen Fassung der Madagascar-Filmreihe.

## Filmografie
- 2001: Was Geht – Die Fantastischen Vier
- 2005: Madagascar (dt. Synchronstimme von Rico)
- 2008: Madagascar 2 (Madagascar: Escape 2 Africa, dt. Synchronstimme von Rico)
- 2012: Madagascar 3: Flucht durch Europa (Madagascar 3: Europe’s Most Wanted, dt. Synchronstimme von Rico)
- 2015: Die Pinguine aus Madagascar (Penguins of Madagascar, dt. Synchronstimme von Rico)
- 2019: Wer 4 sind (Dokumentarfilm)